# Wilczyce (stacja kolejowa)
Wilczyce – przystanek osobowy (dawniej stacja kolejowa), położona w Wilczycach, w Polsce. Stacja została otwarta 15 października 1884 r. wraz z otwarciem linii kolejowej Legnica – Złotoryja.

## Położenie

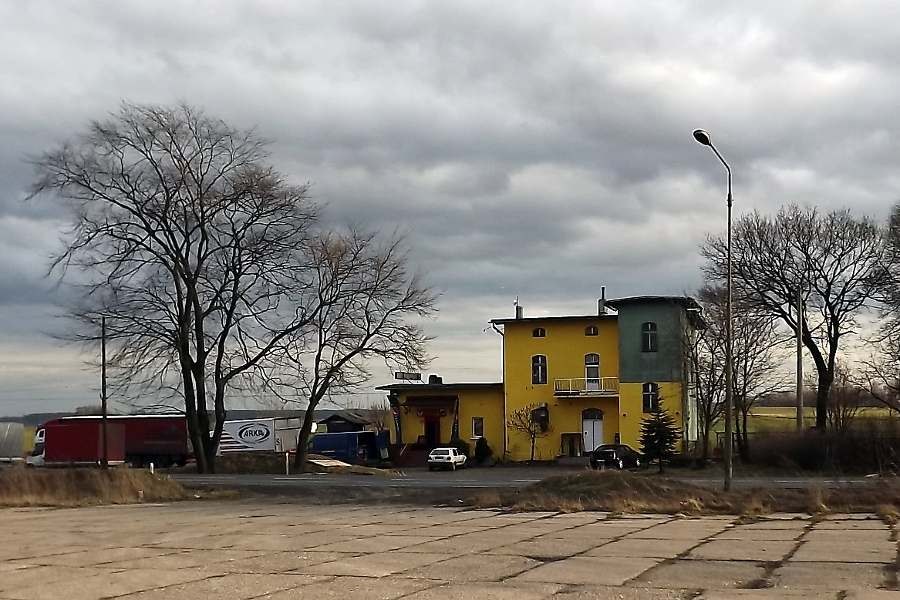
Dawny budynek dworcowy stacji Wilczyce

Stacja jest położona na zachód od Wilczyc, poza jej zwartą linią zabudowy, przy drodze nr 364. Administracyjnie stacja położona jest w województwie dolnośląskim, w powiecie legnickim, w gminie Krotoszyce.
Stacja jest położona na wysokości 186 m n.p.m.

## Linie kolejowe
Stacja jest 3. posterunkiem ruchu na linii kolejowej nr 284 Legnica – Jerzmanice-Zdrój (d. Legnica – granica państwa), na której prowadzony jest ruch towarowy i jest położona na 11,183 km.
Układ torowy stacji to tor główny zasadniczy, to główny dodatkowy i 2 tory ładunkowe przy placu ładunkowym.

## Infrastruktura
Na stacji znajdują się:
- budynek dworca kolejowego z magazynem i nastawnią,
- plac ładunkowy.

## Połączenia
| Okres   | Stacja docelowa                                                      | Liczba połączeń | Źródło |
| ------- | -------------------------------------------------------------------- | --------------- | ------ |
| 1946/47 | Legnica Złotoryja                                                    | 2               | [ 7 ]  |
| 1970/71 | Legnica Marciszów Lwówek Śląski Chojnów Jelenia Góra Świeradów Zdrój | 10 6 2 1        | [ 8 ]  |
| 1990/92 | Legnica Marciszów Jelenia Góra                                       | 10 6 4          | [ 9 ]  |